# Dominikanerinnenkloster Fremdingen

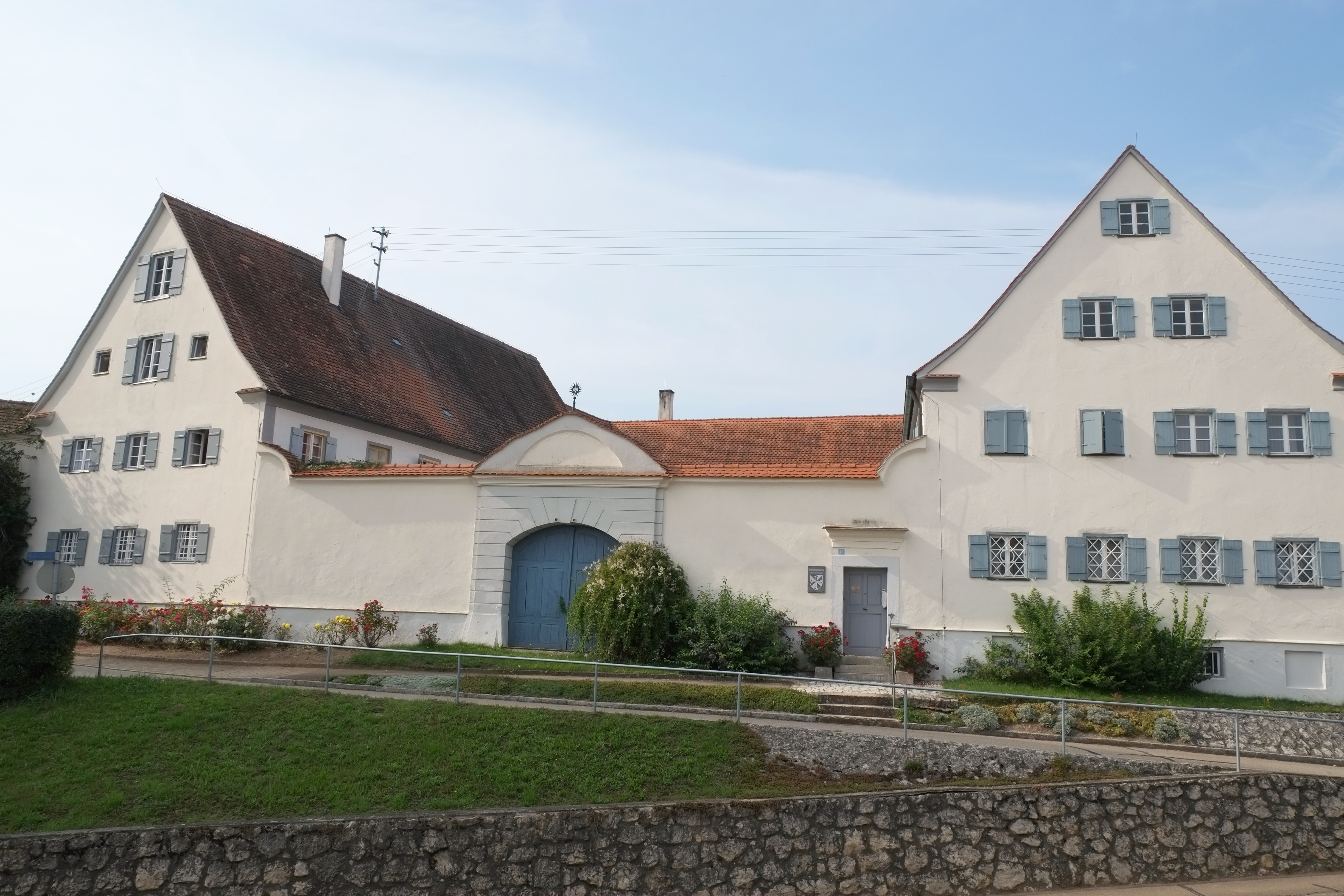
Dominikanerinnenkloster in Fremdingen

Das Dominikanerinnenkloster Maria de Victoria in Fremdingen, einer Gemeinde im Landkreis Donau-Ries in Bayern, wurde 1737 gegründet. Das Gebäude des Dominikanerinnenklosters am Kirchberg 17 ist als Baudenkmal geschützt.

## Geschichte
Das Kloster wurde 1737 gegründet, nachdem bereits seit 1721 vier junge Frauen in einem Haus bei der Pfarrkirche St. Gallus ein gemeinsames geistliches Leben führten. Im Jahr 1802 wurde das Kloster säkularisiert und 1828 den Dominikanerinnen zurückgegeben. Heute ist es kein selbständiger Konvent mehr, sondern gehört zum Dominikanerinnenkloster St. Ursula in Augsburg. 

## Bauwerk
Die Dreiflügelanlage besteht aus zweigeschossigen Satteldachbauten mit profilierten Traufgesimsen, die um 1740 errichtet wurden. Im Westflügel ist eine Apotheke aus der zweiten Hälfte des 18. Jahrhunderts erhalten. Auch die Klostermauer, die einen Kräutergarten einschließt, ist noch fast vollständig vorhanden.